# Кодина (река)
Ко́дина — река в Приморском и Онежском районах Архангельской области России. Правый приток Онеги.
Длина — 183 км, площадь водосборного бассейна — 2700 км². По данным наблюдений с 1954 по 1993 год среднегодовой расход воды в районе посёлка Кодино (86 км от устья) составляет 18,48 м³/с.
Бассейн реки состоит из северо-восточной части Онежского района, а также областей в южной части Приморского района и на северной части Плесецкого района.
Берёт начало в болотах в южной части Приморского района, приблизительно в 15 км к юго-западу от озера Войозеро (которое относится к бассейну Северной Двины, а не Онеги) на слиянии реки Левашка и ручья Чёрный. Река в верхнем течении протекает в основном в южном направлении, затем, когда входит Онежский район, поворачивает к юго-западу. В нижнем течении на реке расположен посёлок Кодино. Устье Кодины находится в месте, где Онега разделяется на две протоки (Кодина впадает в восточную — Большую Онегу), недалеко от деревни Большой Бор. Главными притоками Кодины являются: Сензара, Вычера и Рименга (все правые), Карманга (левый).
Берега реки покрыты хвойными лесами (тайга), и до 1990-х годов река использовалась для лесосплава. Вниз по течению от посёлка Кодино по берегам реки имеются также участки и поймы, занятые лугами.

## Данные водного реестра
По данным государственного водного реестра России относится к Двинско-Печорскому бассейновому округу, водохозяйственный участок реки — река Онега, речной подбассейн отсутствует. Речной бассейн реки — Онега.
Код объекта в государственном водном реестре — 03010000112103000003544.

### Топографические карты
- Лист карты P-37-III,IV Онега. Масштаб: 1 : 200 000. Указать дату выпуска/состояния местности.
- Лист карты Q-37-XXXV,XXXVI Архангельск. Масштаб: 1 : 200 000. Состояние местности на 1982 год. Издание 1993 г.